# 1862년
1862년은 수요일로 시작하는 평년이다.

## 연호
- 태평천국(太平天國) 12년
- 청(淸) 동치(同治) 원년
- 일본(日本) 분큐(文久) 2년
- 응우옌 왕조(阮朝) 뜨득(嗣德) 15년

## 기년
- 태평천국(太平天國) 천왕 홍수전(天王 洪秀全) 12년
- 류큐(琉球) 쇼타이왕(尚泰王) 15년
- 청(淸) 목종 동치제(穆宗 同治帝) 원년
- 조선(朝鮮) 철종(哲宗) 13년
- 응우옌 왕조(阮朝) 사덕제(嗣德帝) 15년

## 사건
- 베트남 응우옌 왕조의 사덕제가 프랑스에 항복하였다. 이에 따라 사이공 조약이 체결되었고, 베트남과 프랑스 간의 전쟁이 종결되었다.
- 3월 14일(음력 2월 14일) - 류계춘 등의 주도로 진주에서 민란(진주민란)이 일어났다.
- 3월 8일 - 미국 남북전쟁: 남부연맹의 철갑선 메리맥 호가 햄프턴 정박지의 북군 해군함대 기습. 북군 해군 프리깃 3척 침몰, 250명 사살.
- 3월 9일 - 미국 남북전쟁: 북군 해군도 철갑선 모니터 호를 동원하여 메리멕 호와 격전. 그러나 승부는 나지 않았음. 이 전투 후 세계는 목조 군함 대신 철갑선 건조에 나서게 됨
- 3월 11일 - 미국 남북전쟁: 쉐넌도어계곡 전역 남군의 스톤월 잭슨, 북군의 압력으로 세넌도오 계곡의 전초기지인 윈체스터에서 철수하여 45마일 남쪽의 마운트 잭슨으로 이동. 당시 병력은 보병 3,600명, 포병 600명
- 3월 12일 - 미국 남북전쟁: 쉐넌도어계곡 전역 북군 뱅크스 휘하의 쉴즈 사단이 윈체스터 점령. 뱅크스는 잭슨 장군과 남군이 완전히 철수하였다고 오판.
- 3월 23일(음력 2월 23일)
  - 진주민란의 주동자 류계춘 등이 효수되었다.
  - 미국 남북전쟁: 쉐넌도어계곡 전역 스톤월 잭슨이 지휘하는 남군이 다시 북상하여 윈체스트 남쪽의 컨스타운을 공격. 그러나 압도적 병력 차이로 공격 실패. 그러나 북군은 잭슨의 공격에 놀라 맥클랜란에 보내려던 증원군 일부를 쉐넌도어 계곡으로 보내고, 맥도웰 장군의 군단은 워싱턴에 잔류시키는 결과를 초래. 잭슨은 전투에서 패하고 전략적 승리를 쟁취.
- 4월 1일 - 미국 남북전쟁: 북군 포토맥군 사령관 매클랙란이 알렉산드리아를 출발. 목표는 리치먼드. 소위 "반도 전역(Peninsula Campaign)". 매클렌란의 작전 지역이 요크 강과 제임스 강 사이의 반도였기 때문. 포트 먼로에 상륙 후 요크타운을 향해 진격, 이들 북군을 상대한 남군은 총사령관 조지프 존스턴이 지휘하였으며, 북군과 가장 먼저 대치한 것은 매그루더 사단이었다.
- 4월 17일 - 미국 남북전쟁: 쉐넌도어계곡 전역 뱅크스, 계곡 남쪽으로 잭슨을 추적하기 시작하여 해리슨버그까지 진출.
- 5월 3일 - 미국 남북전쟁: [한달에 걸친 맥클렉란의 공격준비를 알고 있는 존스턴은 기만 포격 후 전군 철수
- 5월 5일 - 미국 남북전쟁: 요크타운 북방 8마일 지점, 윌리암스버그에서 남북군 전투. 북군 패배
- 5월 8일 - 미국 남북전쟁: [쉐넌도어계곡 전역] 리치먼드로 이동하는 것처럼 기만한 잭슨이 맥도웰군단을 격파
- 5월 20일 - 에이브러햄 링컨 미국 대통령이 홈스테드 법에 서명 법이 발표되다.
- 5월 24일 - 미국 남북전쟁: [쉐넌도어계곡 전역] 잭슨, 뱅크스의 후위 부대 기습. 뱅크스는 잭슨의 의도를 직감적으로 파악하고 덫을 빠져나와 후퇴하던 중. 잭슨은 이 전투로 프랭크 로얄 점령.
- 5월 27일 - 미국 남북전쟁: [반도전역] 휘하의 포터 장군이 지휘하는 1사단을 하노버 코트 하우스 공격. 이 전투에서 북군이 승리.
- 5월 30일
  - 미국 남북전쟁: [쉐넌도어계곡 전역] 잭슨군, 하퍼스페리 근처까지 진격. 그러나 이 순간 잭슨은 후퇴를 시작. 목표는 포트 리퍼블릭(Port Republic)
  - 미국 남북전쟁: [반도전역] 남군의 존스턴 사령관, 세븐 파이즌의 북군 4군단 공격 개시. 북군 4군단은 섬너가 지휘 중. 혼전 중 남군 사령관 존스턴이 중상을 입음
- 6월 1일 - 미국 남북전쟁: 남부연맹의 제프 데이비스 대통령, 중상을 입은 존스턴의 후임으로 로버트 리 장군을 남군 최고 사령관에 임명.
- 6월 8일 - 미국 남북전쟁: [쉐넌도어계곡 전역] 북군의 프레몬트군이 크로스키스(Corss Keys)의 남군 이월 사단 공격
- 6월 9일 - 미국 남북전쟁: [쉐넌도어계곡 전역] 북군 쉴즈 사단, 포트 리퍼블릭의 잭슨군 공격 개시. 북군 패배로 후퇴. 잭슨은 전투 후 리치먼드로 급행. 리치먼드 상황 악화.
- 6월 12일 - 미국 남북전쟁: [반도전역] 남군 기병여단장 젭 스튜어트가 이끄는 남군 기병대가 북군의 후방으로 침투. (~6월 14일)
- 6월 25일 - 미국 남북전쟁: [반도전역] 북군3군단(군단장 하인첼만) 소속 후커 사단이 남북군 중간지대의 남군을 공격하여 숲 지역 점령
- 6월 26일 - 미국 남북전쟁: [반도전역] 남군, 북군에 대해 반격 개시. 남군은 치카호미니 강을 도하, 미케닉스빌로 진격. 제일 먼저 전투를 개시한 부대는 남군의 앰브로스 파월 힐
- 6월 27일 - 미국 남북전쟁: [반도전역] 게인즈 밀에서 남북군 전투. 북군 패배. 북군 철수 시작.
- 6월 29일 - 미국 남북전쟁: [반도전역] 남군의 매그루더 장군, 새비지에서 북군의 섬너와 교전. 남군 패배.
- 6월 30일 - 미국 남북전쟁: [반도전역] 북군의 맥클렉란, 화이트오크스스웜프 강 남쪽에 도착. 글렌데일에서 남북군 교전. 북군의 최종 집결지는 제임스강
- 7월 1일 - 미국 남북전쟁: [반도전역] 제임스강의 멜번 힐에서 최후 교전. 남군은 격퇴당했고, 북군은 다음 날 제임스 강변의 버클리로 철수.
- 8월 - 2차 불런전투.
- 9월 22일 - 에이브러햄 링컨 미국 대통령, '노예해방 예비선언’ 발표.
- 10월 5일
  - 미국 남북전쟁: 에이브러햄 링컨, 북군 사령관 조지 B. 맥클렐란을 두 번째로 해임하다.
  - 인디언 전쟁: 미국 미네소타주에서 300명 이상의 수우 족이 백인 정착자들을 상대로 강간과 살인을 저지른 것으로 결론지어져 교수형을 선고받았다.
- 11월 9일 - 미국 남북전쟁: 북군의 앰브로스 번사이드(Ambrose Burnside)가 해임된 조지 맥클랠란을 대신하여 포토맥군 사령관으로 취임하다.

## 탄생
- 1월 23일 - 독일의 수학자 다비트 힐베르트. (~1943년)
- 4월 14일 - 러시아의 정치인 표트르 스톨리핀. (~1911년)
- 6월 7일 - 독일의 물리학자 필리프 레나르트. (~1947년)
- 6월 16일 - 대한민국 최초의 종합대학교 숭실대학교의 설립자, 초대 학장 윌리엄 M. 베어드. (~1931년)
- 7월 14일 - 오스트리아의 화가 구스타프 클림트. (~1918년)
- 7월 16일 - 미국의 저널리스트, 여성운동가, 민주지도자 아이다 벨 웰스. (~1931년)
- 8월 22일 - 프랑스의 작곡가 클로드 드뷔시. (~1918년)
- 9월 11일 - 미국의 소설가 오 헨리. (~1910년)
- 9월 16일 - 대한민국 독립 운동 공적을 인정받은 미국 정치인 겸 외교관 셀던 파머 스펜서. (~1925년)
- 12월 12일 - 타이타닉호 생존자, 영국의 사업가 J. 브루스 이스메이. (~1937년)
- 12월 22일 - 미국의 야구 선수 코니 맥. (~1956년)

### 미상
- 안중근의 아버지 안태훈(~1905년)
- 한말의 의병장 정용기. (~1907년)
- 조지아의 원초주의 화가 니코 피로스마니. (~1918년)
- 리비아의 저항운동가 오마르 무크타르. (~1931년)

## 사망
- 1월 18일 - 미국의 10대 대통령 존 타일러. (1790년~)
- 1월 21일 - 체코의 소설가 보제나 넴초바. (1820년~)
- 7월 24일 - 미국의 8대 대통령 마틴 밴 뷰런. (1782년~)

## 달력
| 1월 |    |    |    |    |    |    |
| 일  | 월 | 화 | 수 | 목 | 금 | 토 |
|     |    |    | 1  | 2  | 3  | 4  |
| 5   | 6  | 7  | 8  | 9  | 10 | 11 |
| 12  | 13 | 14 | 15 | 16 | 17 | 18 |
| 19  | 20 | 21 | 22 | 23 | 24 | 25 |
| 26  | 27 | 28 | 29 | 30 | 31 |    |

| 2월 |    |    |    |    |    |    |
| 일  | 월 | 화 | 수 | 목 | 금 | 토 |
|     |    |    |    |    |    | 1  |
| 2   | 3  | 4  | 5  | 6  | 7  | 8  |
| 9   | 10 | 11 | 12 | 13 | 14 | 15 |
| 16  | 17 | 18 | 19 | 20 | 21 | 22 |
| 23  | 24 | 25 | 26 | 27 | 28 |    |

| 3월 |    |    |    |    |    |    |
| 일  | 월 | 화 | 수 | 목 | 금 | 토 |
|     |    |    |    |    |    | 1  |
| 2   | 3  | 4  | 5  | 6  | 7  | 8  |
| 9   | 10 | 11 | 12 | 13 | 14 | 15 |
| 16  | 17 | 18 | 19 | 20 | 21 | 22 |
| 23  | 24 | 25 | 26 | 27 | 28 | 29 |
| 30  | 31 |    |    |    |    |    |

| 4월 |    |    |    |    |    |    |
| 일  | 월 | 화 | 수 | 목 | 금 | 토 |
|     |    | 1  | 2  | 3  | 4  | 5  |
| 6   | 7  | 8  | 9  | 10 | 11 | 12 |
| 13  | 14 | 15 | 16 | 17 | 18 | 19 |
| 20  | 21 | 22 | 23 | 24 | 25 | 26 |
| 27  | 28 | 29 | 30 |    |    |    |

| 5월 |    |    |    |    |    |    |
| 일  | 월 | 화 | 수 | 목 | 금 | 토 |
|     |    |    |    | 1  | 2  | 3  |
| 4   | 5  | 6  | 7  | 8  | 9  | 10 |
| 11  | 12 | 13 | 14 | 15 | 16 | 17 |
| 18  | 19 | 20 | 21 | 22 | 23 | 24 |
| 25  | 26 | 27 | 28 | 29 | 30 | 31 |

| 6월 |    |    |    |    |    |    |
| 일  | 월 | 화 | 수 | 목 | 금 | 토 |
| 1   | 2  | 3  | 4  | 5  | 6  | 7  |
| 8   | 9  | 10 | 11 | 12 | 13 | 14 |
| 15  | 16 | 17 | 18 | 19 | 20 | 21 |
| 22  | 23 | 24 | 25 | 26 | 27 | 28 |
| 29  | 30 |    |    |    |    |    |

| 7월 |    |    |    |    |    |    |
| 일  | 월 | 화 | 수 | 목 | 금 | 토 |
|     |    | 1  | 2  | 3  | 4  | 5  |
| 6   | 7  | 8  | 9  | 10 | 11 | 12 |
| 13  | 14 | 15 | 16 | 17 | 18 | 19 |
| 20  | 21 | 22 | 23 | 24 | 25 | 26 |
| 27  | 28 | 29 | 30 | 31 |    |    |

| 8월 |    |    |    |    |    |    |
| 일  | 월 | 화 | 수 | 목 | 금 | 토 |
|     |    |    |    |    | 1  | 2  |
| 3   | 4  | 5  | 6  | 7  | 8  | 9  |
| 10  | 11 | 12 | 13 | 14 | 15 | 16 |
| 17  | 18 | 19 | 20 | 21 | 22 | 23 |
| 24  | 25 | 26 | 27 | 28 | 29 | 30 |
| 31  |    |    |    |    |    |    |

| 9월 |    |    |    |    |    |    |
| 일  | 월 | 화 | 수 | 목 | 금 | 토 |
|     | 1  | 2  | 3  | 4  | 5  | 6  |
| 7   | 8  | 9  | 10 | 11 | 12 | 13 |
| 14  | 15 | 16 | 17 | 18 | 19 | 20 |
| 21  | 22 | 23 | 24 | 25 | 26 | 27 |
| 28  | 29 | 30 |    |    |    |    |

| 10월 |    |    |    |    |    |    |
| 일   | 월 | 화 | 수 | 목 | 금 | 토 |
|      |    |    | 1  | 2  | 3  | 4  |
| 5    | 6  | 7  | 8  | 9  | 10 | 11 |
| 12   | 13 | 14 | 15 | 16 | 17 | 18 |
| 19   | 20 | 21 | 22 | 23 | 24 | 25 |
| 26   | 27 | 28 | 29 | 30 | 31 |    |

| 11월 |    |    |    |    |    |    |
| 일   | 월 | 화 | 수 | 목 | 금 | 토 |
|      |    |    |    |    |    | 1  |
| 2    | 3  | 4  | 5  | 6  | 7  | 8  |
| 9    | 10 | 11 | 12 | 13 | 14 | 15 |
| 16   | 17 | 18 | 19 | 20 | 21 | 22 |
| 23   | 24 | 25 | 26 | 27 | 28 | 29 |
| 30   |    |    |    |    |    |    |

| 12월 |    |    |    |    |    |    |
| 일   | 월 | 화 | 수 | 목 | 금 | 토 |
|      | 1  | 2  | 3  | 4  | 5  | 6  |
| 7    | 8  | 9  | 10 | 11 | 12 | 13 |
| 14   | 15 | 16 | 17 | 18 | 19 | 20 |
| 21   | 22 | 23 | 24 | 25 | 26 | 27 |
| 28   | 29 | 30 | 31 |    |    |    |

### 음양력 대조 일람
| 음력월 | 월건 | 대소 | 음력 1일의 양력 월일 | 음력 1일 간지 |
| ------ | ---- | ---- | -------------------- | ------------- |
| 1월    | 임인 | 대   | 1월 30일             | 갑신          |
| 2월    | 계묘 | 소   | 3월 1일              | 갑인          |
| 3월    | 갑진 | 대   | 3월 30일             | 계미          |
| 4월    | 을사 | 소   | 4월 29일             | 계축          |
| 5월    | 병오 | 대   | 5월 28일             | 임오          |
| 6월    | 정미 | 대   | 6월 27일             | 임자          |
| 7월    | 무신 | 소   | 7월 27일             | 임오          |
| 8월    | 기유 | 대   | 8월 25일             | 신해          |
| 윤8월  |      | 소   | 9월 24일             | 신사          |
| 9월    | 경술 | 대   | 10월 23일            | 경술          |
| 10월   | 신해 | 소   | 11월 22일            | 경진          |
| 11월   | 임자 | 소   | 12월 21일            | 기유          |
| 12월   | 계축 | 대   | 1863년 1월 19일      | 무인          |